# Michael Rostovtzeff

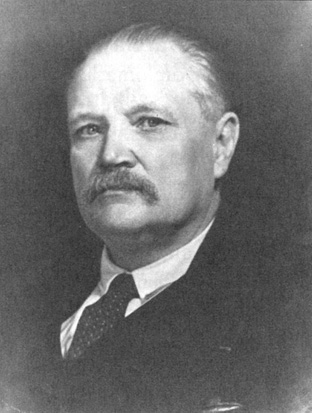
Michael Rostovtzeff

Michael Rostovtzeff (auch Michael I. Rostovtzeff, ursprünglich russisch Михаил Иванович Ростовцев/ Michail Iwanowitsch Rostowzew, wissenschaftliche Transliteration Michail Ivanovič Rostovcev; * 29. Oktoberjul. / 10. November 1870greg. in Schytomyr; † 20. Oktober 1952 in New Haven) war ein russischer Althistoriker, der als Professor an den Universitäten zu St. Petersburg (1908–1918), Madison (1920–1925) und Yale (1925–1944) wirkte. Er gilt als bedeutendster Althistoriker seiner Generation und beschäftigte sich intensiv mit der Wirtschaftsgeschichte der hellenistischen und römischen Zeit.

## Leben und Werk
Michael Rostovtzeff war der Sohn des Kurators Ivan Jakovlevič Rostovcev, der im Kiewer Bildungsministerium arbeitete. Michael Rostovtzeff studierte an der Universität von Sankt Petersburg, wo ihn besonders Victor Jernstedt und Tadeusz Stefan Zieliński beeinflussten.

### Wanderjahre
Nach dem Studienabschluss unternahm er ausgedehnte Bildungsreisen durch Europa, um seine Studien an verschiedenen Universitäten zu vertiefen. Um 1900 hielt er sich an der Universität Wien auf und studierte Archäologie und Epigraphik bei Otto Benndorf und Eugen Bormann. Anschließend ging er nach Berlin und Leipzig, wo ihn Ulrich Wilcken mit der Papyrologie vertraut machte und sein Interesse auf die römische Verwaltung lenkte. Während eines Aufenthaltes in Italien besuchte Rostovtzeff die Stätte von Pompeji, wo der Archäologe August Mau ihn führte, und Rom, wo er 1903 mit dem Berliner Philologen und Wissenschaftsorganisator Ulrich von Wilamowitz-Moellendorff in Kontakt kam; im selben Jahr ernannte ihn das Deutsche Archäologische Institut zum ordentlichen Mitglied. Zum Zweck der Promotion empfahl ihm Wilamowitz, sich an Georg Wissowa in Halle zu wenden. Dort veröffentlichte Rostovtzeff 1905 seine Dissertation Römische Bleitesserae. Ein Beitrag zur Sozial- und Wirtschaftsgeschichte der römischen Kaiserzeit, die noch 1963 und 1979 nachgedruckt wurde. Durch Wilamowitz’ Empfehlung kam es auch dazu, dass Rostovtzeff einige Artikel für die von Wissowa geleitete Neubearbeitung von Paulys Realencyclopädie der classischen Altertumswissenschaft verfasste. Sein Artikel zur Getreideversorgung im Römischen Reich (frumentum) bedeutete einen Neubeginn der römischen Wirtschaftsgeschichte.

### Professor in St. Petersburg
Nach Russland kehrte Rostovtzeff im November 1908 zurück, als er von der Universität zu St. Petersburg zum ordentlichen Professor berufen wurde. Zu seinen Studentinnen gehörten Natalja Dawidowna Flittner und Tatjana Warscher. Seine wissenschaftlichen Kontakte ins Ausland behielt er auch hier bei. Die Preußische Akademie der Wissenschaften ernannte ihn im Frühjahr 1914 zum korrespondierenden Mitglied.
Durch den russischen Bürgerkrieg und die Oktoberrevolution brach für Rostovtzeff eine Welt zusammen. Er ließ seine Bibliothek und Manuskripte zurück und wanderte zunächst über Finnland und Norwegen nach England aus, wo er jedoch durch den Professor für Alte Geschichte Hugh Last abgelehnt wurde. Auch in den USA hatte Rostovtzeff anfangs Schwierigkeiten: Er musste den Behörden glaubhaft machen, dass er weder ein Kommunist noch ein Jude war. Schließlich wurde er am 3. Januar 1920 auf den Westermann-Lehrstuhl für Alte Geschichte an der University of Wisconsin berufen.

### Exil in den USA
Die Jahre in Madison bezeichnete Rostovtzeff später als seine glücklichsten; dennoch wechselte er 1925 als Sterling Professor of Ancient History and Classical Archaeology an die Yale University, weil die dortige Bibliothek besser ausgestattet war und das historische Seminar einen größeren Einzugsbereich hatte. Von Yale aus unternahm Rostovtzeff ab 1927 eine mehrjährige Expedition nach Dura Europos, die ein großer Erfolg war: Durch das warme und trockene Klima in Mesopotamien hatten sich farbige Wandmalereien, Kleidung, Holzgegenstände und Papyri in großer Menge erhalten. Trotz der wirtschaftlichen Krise der 20er Jahre gelang Rostovtzeff die Durchführung der Expedition bis 1938. Durch den Kontakt zu Franz Cumont, der noch aus seiner Studienreise herrührte, erhielt er Hilfe von der französischen Académie des sciences. Die Grabungsberichte gab er in sechzehn Bänden heraus: Zehn Bände mit vorläufigen Berichten und sechs mit dem Abschlussbericht der Expedition. Um die Bearbeitung des Materials zu fördern, setzte Rostovtzeff zahlreiche Schüler aus Yale mit ihren Dissertationen darauf an, darunter Alfred R. Bellinger, R. O. Fink, James Frank Gilliam, Clark Hopkins, Carl Hermann Kraeling und Charles Bradford Welles, sein späterer Nachfolger in Yale.
1923 wurde er in die American Academy of Arts and Sciences und 1929 in die American Philosophical Society gewählt.
Rostovtzeff bildete in den zwei Jahrzehnten seines Wirkens an der Yale University eine archäologische Schule, die in den Vereinigten Staaten einzigartig war.
Daneben bemühte sich Rostovtzeff intensiv, die Rettung von der Shoah bedrohter Juden aus Europa zu ermöglichen. Rückschläge und das Gefühl einer persönlichen Verantwortung gegenüber den Gefährdeten erschöpften seine geistige Gesundheit und führten ihn in eine nervliche Erschöpfung und schwere Depression. Nach Elektroschocktherapien machte eine frontale Lobotomie seiner aktiven wissenschaftlichen Arbeit 1944 ein Ende. Er starb am 20. Oktober 1952 in New Haven.

## Leistungen
Rostovtzeff gilt als der bedeutendste Althistoriker der Generation zwischen Eduard Meyer (1855–1930) und Ronald Syme (1903–1989). Er erhielt während seiner Laufbahn die Ehrendoktorwürden der Universitäten Leipzig (1909), Oxford (1919), Wisconsin (1924), Cambridge (1934), Harvard (1936), Athen (1937) und Chicago (1941). Sein Wirken machte Yale zum damals wichtigsten altertumswissenschaftlichen Zentrum der USA.
Rostovtzeffs Verdiensten als akademischer Lehrer stehen auch herausragende Leistungen in der Forschung gegenüber. Seine Beschäftigung mit der römischen Geschichte war von seiner Erfahrung mit der russischen Oktoberrevolution geprägt. Den Niedergang des römischen Reiches sah er im Licht des Niedergangs der russischen Gesellschaft im Bürgerkrieg von 1918–1920. Aber trotz seiner entschiedenen Ablehnung der Bolschewiken brachte er marxistische Anschauungen (Begriffe wie Kapital und Sozialrevolution) in seine Erklärung der antiken Geschichte ein. In der Wirtschafts- und Sozialgeschichte legte er grundlegende Arbeiten vor, die bis heute vielfach verwendet werden. Seine Hauptwerke sind die Social and Economic History of the Roman Empire (veröffentlicht 1926) und A Social and Economic History of the Hellenistic World (veröffentlicht 1941; beide sind unter anderem auch in deutscher und italienischer Übersetzung erschienen).

## Schriften (Auswahl)
- История государственного откупа в Римской империи: От Августа до Диоклетиана. Тип. И. Н. Скороходова, Sankt Petersburg 1899.
  - Deutsche Neubearbeitung: Geschichte der Staatspacht in der römischen Kaiserzeit bis Diokletian (= Philologus. Ergänzungsband 9). Dieterich, Leipzig 1902 (Digitalisat).
- Römische Bleitesserae. Ein Beitrag zur Sozial- und Wirtschaftsgeschichte der römischen Kaiserzeit (= Klio. Beiheft 3). Leipzig 1905.
- Эллинистическо-римский архитектурный пейзаж. Тип. М. А. Александрова, Sankt Petersburg 1908.
- Studien zur Geschichte des römischen Kolonates (= Archiv für Papyrusforschung und verwandte Gebiete. Beiheft 1). Leipzig/Berlin 1910 (Digitalisat).
- Античная декоративная живопись на Юге России. 2 Bände, Изд. Имп. Акад. наук, Sankt Petersburg 1913/1914 („Antike Dekorationsmalerei in Südrussland“).
  - Französische Übersetzung: La peinture décorative antique en Russie Méridionale. Übersetzung herausgegeben von Alix Barbet (= Mémoires de l’Académie des Inscriptions et Belles-Lettres. Band 28). De Boccard, Paris 2004, ISBN 2-87754-114-2 (mit Kommentaren der Übersetzer und Herausgeber, nachgetragener Gesamtbibliographie und Literaturnachträgen).
- Iranians and Greeks in South Russia. Clarendon Press, Oxford 1922 (Digitalisat).
- A large estate in Egypt in the third century B.C. A study in economic history. University of Wisconsin, Madison 1922.
- Скифия и Боспор. Band 1, Leningrad 1925 (mehr zu Lebzeiten des Autors nicht erschienen).
  - Deutsche Übersetzung: Skythien und der Bosporus. Band 1: Kritische Übersicht der schriftlichen und archäologischen Quellen. H. Schoetz, Berlin 1931.
- The social and economic history of the Roman empire. Oxford 1926, 2. Auflage bearbeitet von P. Fraser, Oxford 1957.
  - Deutsche Übersetzung: Gesellschaft und Wirtschaft im römischen Kaiserreich. Quelle und Meyer, Leipzig 1931, Neudruck Scientia Verlag, Aachen 1985.
- A history of the ancient world. 2 Bände, Clarendon Press, Oxford 1926/1927 (Digitalisat von Band 2).
  - Deutsche Übersetzung: Geschichte der Alten Welt. 2 Bände, Schünemann, Bremen 1961.
- Mystic Italy. Henry Holt, New York 1927 (Digitalisat).
- The Animal Style in South Russia and China. Princeton University Press, Princeton 1929.
- Caravan cities. Clarendon Press, Oxford 1932.
- Dura and the Problem of Parthanian Art. In: Yale Classical Studies. Band 5, 1935, S. 155–304.
- Dura-Europos and its Art. Clarendon Press, Oxford 1938.
- The social and economic history of the hellenistic world. 3 Bände, Clarendon Press, Oxford 1941, 2. Auflage 1953.
  - Deutsche Übersetzung: Die hellenistische Welt, Gesellschaft und Wirtschaft. 3 Bände, Kohlhammer, 1955/1956. Weitere deutsche Ausgabe: Gesellschafts- und Wirtschaftsgeschichte der hellenistischen Welt. 2 Bände, Wissenschaftliche Buchgesellschaft, Darmstadt 2012.
- Skythien und der Bosporus. Band 2: Wiederentdeckte Kapitel und Verwandtes. Herausgegeben von Heinz Heinen (= Historia Einzelschriften. Band 83). Franz Steiner Verlag, Stuttgart 1993.
- Rostovtzeffs Briefwechsel mit deutschsprachigen Altertumswissenschaftlern. Herausgegeben von Gerald Kreucher. Harrassowitz, Wiesbaden 2005.